# Neurosciences sociales
Les neurosciences sociales peuvent se définir comme l’exploration empirique, ancrée dans la biologie et les neurosciences, des phénomènes traditionnellement examinés par la psychologie sociale. Les comportements altruistes, sexuels, d’affiliation, de coopération, de compétition, de persuasion, la moralité, l’obéissance, la violence, l'agression, l'empathie, les biais raciaux sont quelques exemples des domaines étudiés. Le but des neurosciences sociales est de comprendre les mécanismes biologiques qui sous-tendent les relations interpersonnelles, dynamiques et complexes entre les individus au sein de chaque culture.
Les êtres humains sont fondamentalement sociaux. La survie, le bien être physiologique et psychologique ne sont possibles que par nos relations aux autres. En tant qu’espèce sociale, Homo sapiens crée des organisations émergentes au-delà de l’individu. Ces structures s’étendent aux dyades, familles, groupes, villes, civilisations et cultures. Ces structures émergentes se sont développées en parallèle avec les mécanismes neuronaux et hormonaux qui les supportent. Les comportements sociaux aident les organismes à survivre, se reproduire, prendre soin des descendants suffisamment longtemps pour qu’ils puissent survivre et se reproduire eux aussi.

## Naissance d'une nouvelle discipline académique
Les neurosciences sociales représentent une approche interdisciplinaire qui vise à comprendre comment les systèmes biologiques implémentent les processus et les comportements sociaux. Cette discipline académique utilise les concepts et méthodes de la biologie pour informer et perfectionner les théories des sciences sociales (particulièrement la psychologie sociale et l’économie). Le terme de « neurosciences sociales » a été inventé par deux psychologues biologistes, John Cacioppo (Université de Chicago) et son collègue Gary Berntson (Université de l’Ohio) dans un article publié en 1992 dans la revue American Psychologist.

## Fondements théoriques
Trois principes fondamentaux guident cette nouvelle approche :
1. Tous les phénomènes psychologiques, qu’ils soient adaptatifs ou non (le domaine de la psychopathologie) sont sous-tendus par des mécanismes neurobiologiques.
2. Les relations entre domaines biologiques et sociaux sont bidirectionnelles et réciproques : les événements neurochimiques influencent les processus sociaux, et ceux-ci influencent la neurochimie de l’individu. Par exemple, le niveau de testostérone chez les primates mâles encourage les comportements sexuels tandis que la disponibilité de femelles réceptives influence les taux de cette hormone chez les mâles[3].
3. L’articulation des niveaux d’analyse biologiques, cognitifs et sociaux favorise une explication plus complète de l’esprit humain et des comportements sociaux. L’idée étant que les humains sont des systèmes bio-sociologiques complexes, et que ceux-ci ne peuvent pas être compris par une simple extrapolation des propriétés de leurs composants élémentaires.

## Implications théoriques et pratiques
Le meilleur indice prédictif des comportements sociaux est une combinaison complexe de facteurs situationnels, sociaux et de personnalité (qui inclut des aspects génétiques, développementaux et physiologiques). Les interactions réciproques entre un organisme et son milieu sont orchestrées à de multiples niveaux afin de maintenir un équilibre au sein de cet organisme. Ces différents niveaux ne sont pas indépendants les uns des autres, et les neurosciences sociales souhaitent articuler ces niveaux, non les réduire. La notion de niveau se réfère ici à différentes échelles dans lesquelles cerveau et comportement sont représentés (moléculaires, cellulaires, tissus, organes, système, organisme, environnement, et contexte socioculturel). Ce modèle peut être appliqué à beaucoup, sinon tous les dysfonctionnements psychiatriques comme la dépression, les troubles alimentaires, les comportements antisociaux, la toxicomanie, etc.
L'approche intégrative des neurosciences sociales a le potentiel de générer de nouvelles hypothèses en ce qui concerne les désordres sociaux-cognitifs. Elles peuvent aider à mettre en place des traitements comportementaux et/ou pharmacologiques plus effectifs et appropriés à chaque individu.

## Méthodes utilisées par les neurosciences sociales
Une multitude de techniques sont utilisées par les neurosciences sociales pour examiner la confluence des processus biologiques et sociaux, en particulier l’imagerie par résonance magnétique fonctionnelle (IRMf), la stimulation magnétique transcranienne, l'électroencéphalographie, la magnétoencéphalographie, la neuroendocrinologie, la réponse électrodermale et autres mesures du système nerveux autonome, la génétique comportementale et l'étude des lésions cérébrales chez les patients neurologiques,. Les modèles animaux sont aussi essentiels pour comprendre le rôle potentiel de régions neurales ou de circuits spécifiques (par exemple, le circuit de la récompense pour étudier les comportements de dépendance), car ils permettent des manipulations pharmacologiques et génétiques éthiquement impossibles chez l'humain. En outre, les méta-analyses quantitatives sont cruciales pour aller au-delà des particularités des différentes études individuelles. Enfin, les travaux en biologie et psychologie neurodéveloppementale contribuent de façon significative à notre compréhension du cerveau social,.

## Société des Neurosciences Sociales
Une série de consultations et de conférences ont été organisées au cours des années 2009-2010 par John Cacioppo et Jean Decety de l’université de Chicago pour discuter les défis et les opportunités des neurosciences sociales, avec des neurophysiologistes, neuroscientifiques, biologistes, psychologues sociaux et développementaux, neuroéconomistes, neurologues et psychiatres en Argentine, Canada, Chili, Chine, Colombie, Hong Kong, Israël, Japon, Pays-Bas, Nouvelle-Zélande, Singapour, Corée du sud, Royaume-Uni, Taïwan et États-Unis. De ces rencontres, un consensus s’est dégagé de créer une société internationale des neurosciences sociales pour favoriser la communication, les échanges et les collaborations entre scientifiques en provenance de disciplines et perspectives diverses (sciences biologiques, sciences humaines et sociales ainsi que sciences de la santé).
La Society for Social Neuroscience (http://S4SN.org) a été officiellement créé le 20 janvier 2010 a Auckland (Nouvelle-Zélande), et la première assemblée a eu lieu à San Diego (Californie), le 12 novembre 2010, soit le jour précédant la réunion de la Society for Neuroscience en novembre 2010.

## Revues académiques de neurosciences sociales
- Social Neuroscience inaugural issue published March 2006.
- Social Cognitive and Affective Neuroscience inaugural issue published June 2006.
- Neuropsychologia published a special issue on social neuroscience in 2003.
- The Journal of Personality and Social Psychology (JPSP) published a special section on Social Neuroscience in the October 2003 issue.
- The Journal of Cognitive Neuroscience publishes occasional articles on Social Neuroscience, including a « special issue on Social Neuroscience »(Archive.org • Wikiwix • Archive.is • Google • Que faire ?) in December 2004.
- NeuroImage published a Special Section on Social Cognitive Neuroscience in the December 2005 issue.
- Psychophysiology has published several articles dealing with Social Neuroscience.
- Biological Psychology.